# Francesco Mazzuoli (architetto)

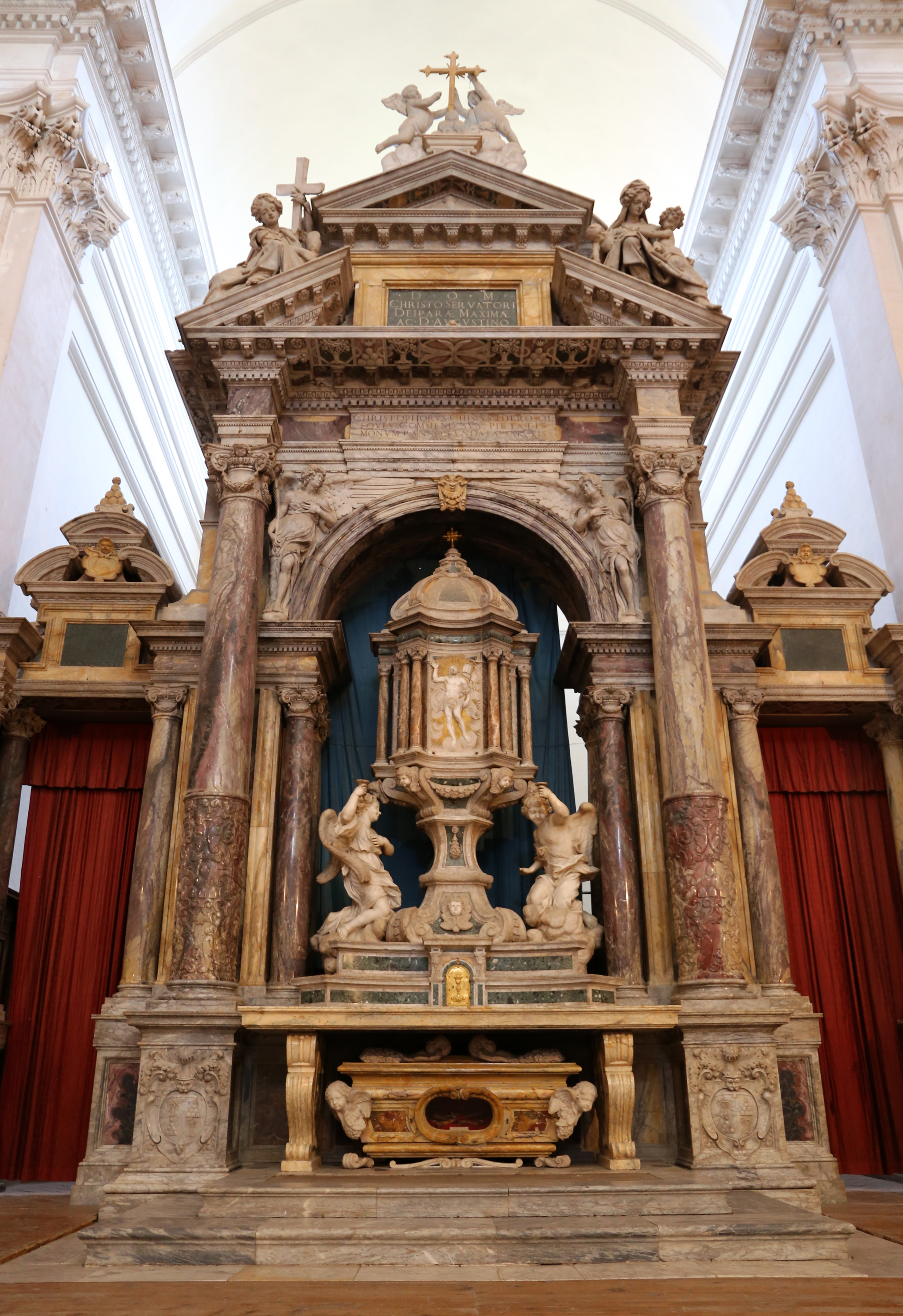
L'altare maggiore della chiesa di Sant'Agostino a Siena

Francesco Mazzuoli (1643 – Siena, 1692) è stato un architetto e scultore italiano.

## Biografia
Figlio di Dionisio Mazzuoli e Maria Sanfinocchi, nacque nel 1643 a Siena oppure a Volterra, città dove il padre lavorava in quegli anni. Alla morte di Dionisio nel 1669, gli succedette come architetto nell'Opera del duomo di Siena.
Anche scultore e scalpellino, collaborò spesso con i fratelli Giovanni Antonio, Agostino e Giuseppe. Firmò nel 1671 il disegno per l'altare della chiesa della Santissima Annunziata a Santa Maria della Scala, partecipò alla realizzazione dell'altare maggiore della chiesa di Sant'Agostino. Lavorò insieme ai fratelli alle commissioni della famiglia De Vecchi per la chiesa di San Martino, in particolare nell'altare maggiore.
Morì a Siena nel 1692.